# サム・ジョーンズ
サム・ジョーンズ（Sam Jones、1924年11月12日 - 1981年12月15日）は、アメリカ・フロリダ州ジャクソンビル出身のモダンジャズのベース奏者。
1950年代終盤から、同じくフロリダ出身であるキャノンボール・アダレイのグループで頭角を現す。オスカー・ピーターソン、バリー・ハリスやシダー・ウォルトンのグループでの活動も有名である。日本にはシダー・ウォルトンのトリオの一員としてビリー・ヒギンスと来日しており渡辺貞夫、鈴木勲、山本剛、笠井紀美子といったミュージシャンと共演している。1981年にニューヨークで死去。
非常に強いタッチでベースを弾く人で、繊細な表現は苦手としていたものの、ハード・バップを身上とするアダレイのバンドにはまさに無くてはならない存在であった。
ソロ楽器としてチェロもたしなみ、アルバム『ザ・ソウル・ソサエティ』等ではチェロのピチカートプレーも披露している。

## ディスコグラフィ

### リーダー・アルバム
- 『ザ・ソウル・ソサエティ』 - The Soul Society (1960年、Riverside)
- 『ザ・チャント』 - The Chant (1961年、Riverside)
- 『ダウン・ホーム』 - Down Home (1962年、Riverside) ※サム・ジョーンズ&Co.名義
- 『セヴン・マインズ』 - Seven Minds (1974年、East Wind)[1]
- 『セロ・アゲイン』 - Cello Again (1976年、Xanadu)
- 『ダブル・ベース』 - Double Bass (1976年、SteepleChase) ※with ニールス＝ヘニング・エルステッド・ペデルセン
- Changes & Things (1977年、Xanadu)
- Something in Common (1977年、Muse)
- 『ヴィジテーション』 - Visitation (1978年、SteepleChase)
- 『ザ・ベーシスト』 - The Bassist! (1979年、Interplay) ※with キース・コープランド、ケニー・バロン
- 『サムシング・ニュー』 - Something New (1979年、Interplay)
- Right Down Front: The Riverside Collection (1988年、Original Jazz Classics) ※リバーサイド時代のコンピレーション